# John Rance, Gentleman
John Rance, Gentleman è un cortometraggio muto del 1914 diretto da Van Dyke Brooke.

## Produzione
Il film fu prodotto dalla Vitagraph Company of America.

## Distribuzione
Distribuito dalla General Film Company, il film - un cortometraggio in due bobine - uscì nelle sale cinematografiche statunitensi il 28 luglio 1914.
Nel 2007, la Grapevine Video lo ha inserito in un'antologia in DVD dal titolo Norma Talmadge at Vitagraph (1911-1916) comprendente altri sette cortometraggi per una durata totale di 114 minuti.